# Anna Maruščáková

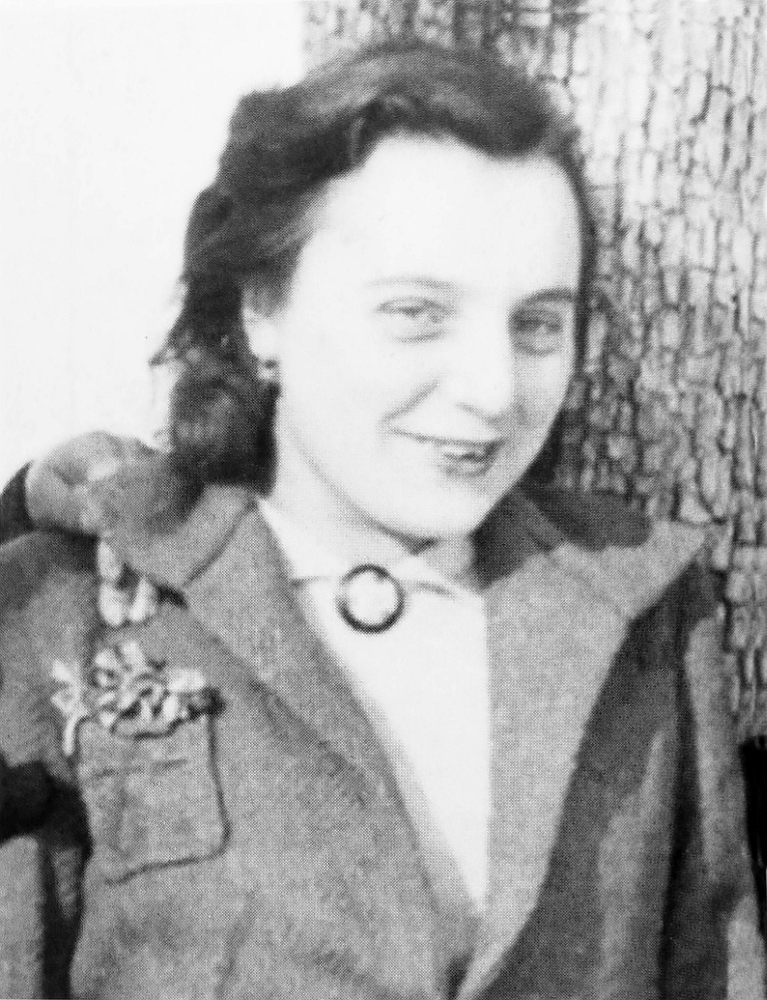
Anna Maruščáková na dobové fotografii

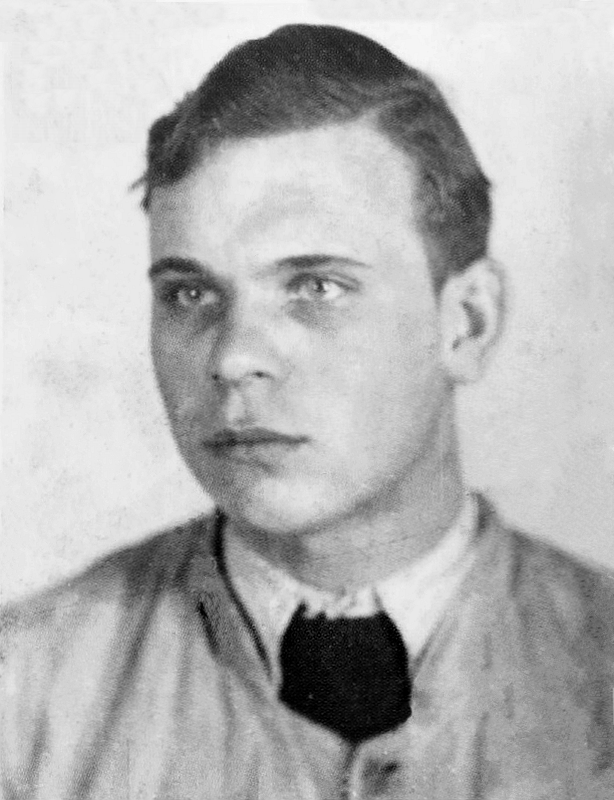
Václav Říha – ženatý milenec „Milan“ Anny Maruščákové

Anna Maruščáková (31. července 1923 Zalužany – 24. října 1942 koncentrační tábor Mauthausen) byla adresátkou milostného dopisu, při jehož vyšetřování se kladenské gestapo za protektorátu dostalo na údajnou stopu strůjců atentátu na R. Heydricha, která směřovala do Lidic.

## Život
Anna Maruščáková (Maruszczáková) se narodila 31. července v Zálužanech. Její otec, Alexius Maruszczak, pocházel z Podkarpatské Rusi, a její matka Helena Maruščáková (rozená Luźniak) ze Slovenska. Anna Maruščáková bydlela v době protektorátu v Holousích u Brandýsku čp. 1, v okrese Slaný. U firmy Palaba ve Slaném pracovala jako zámečnická dělnice.
Anna Maruščáková se seznámila s Václavem Říhou a navázala s ním milostný poměr. Říha byl ženatý (a s manželkou měl dítě), o čemž nevěděla, a vystupoval pod smyšleným jménem jako Milan. Maruščákovou zaujal Říha svým nenuceným chováním světáka, byl veselý, hovorný a zábavný, což ji imponovalo. Snažil se v ní navodit zdání odbojového pracovníka či partyzána. Požádal ji, aby Horákovým v Lidicích vyřídila, že jejich syn je v Anglii zdráv a nemusí se o něj obávat (v té době byl Josef Horák z Lidic a také Josef Stříbrný z Lidic příslušníkem 311. čs. bombardovací perutě ve Velké Británii). Maruščáková pověřila vzkazem svou příbuznou.
Dne 30. května (údaje se doposud o jeden den rozcházejí) nebo 31. května 1942 se Václav Říha rozhodl svůj milostný poměr s Maruščákovou ukončit. Adresa dopisu zněla: „P. T. firma Pala, akc. společnost ve Slaném, Andulka, závodní číslo 210“) a odesilatel se podepsal jako „Milan“. Text dopisu byl následující: „Drahá Aničko, promiň, že Ti píši tak pozdě, a snad mě pochopíš, neb víš, že mám mnoho práce a starostí. Co jsem chtěl udělat, tak jsem udělal. Onoho osudného dnes jsem spal někde na Čabárně. Jsem zdráv. Na shledanou tento týden a pak již se neuvidíme. Milan“.
Když dopis přišel do firmy ve Slaném, nebyla Maruščáková na svém pracovišti, protože si před několika dny v dílně poranila prst, lékař ji vystavil pracovní neschopenku, a tak byla ve stavu nemocných. Dne 3. června 1942 se dopis dostal na stůl ředitele Jaroslava Pály (podle některých tvrzení dopis otevřel některý z pracovníků kanceláře a odbavil ho pro ředitelství jako běžnou úřední poštu).
Soukromý dopis začínající oslovením „Drahá Aničko“ si Jaroslav Pála přečetl až do konce a zatelefonoval na četnickou stanici ve Slaném. Strážmistr Vybíral, který se dostavil, se domníval, že jde o obyčejný nezávazný milostný dopis. Naopak Pála měl považovat odesilatele za jednoho z útočníků na Heydricha. Poté, co četníci předali informace kladenskému gestapu dostal celý případ k vyšetření tlumočník a kriminální asistent kladenského gestapa Oskar Felkl. To bylo 3. června 1942, tedy po atentátu na Reinharda Heydricha (27. května 1942) a den před jeho smrtí (4. června 1942) v Praze.
Oskar Felkl zatkl Annu Maruščákovou ještě toho dne (3. června 1942) večer na statku v Holousích. Zatčení bylo spojeno s domovní prohlídkou, při níž český strážmistr z Brandýska nalezl, k velkému uspokojení zasahujících úředníků z kladenského gestapa, svazek dopisů od „Milana“. Anna byla odvezena na úřadovnu gestapa na Kladně. Tam při brutálním výslechu spojeném s mučením zmínila Maruščáková obec Lidice, neboť tam vyřizovala pozdrav od Josefa Horáka. Tak se do hledáčku gestapa dostala obec Lidice.
O den později (4. června 1942) byl zatčen i pisatel milostného dopisu Václav Říha. Ten už při prvním výslechu prokázal psychickou labilitu, hovořil o svých obavách z manželky a tchyně i strachu z prozrazení svojí skutečné identity, kterou před Maruščákovou pečlivě tajil. Jinotaji opředený dopis Maruščákové napsal proto, aby jej dále nehledala.
Kladenské gestapo využilo konstrukce, že syn Horákových Josef Horák by mohl být strůjcem atentátu na R. Heydricha a milostný dopis na rozloučenou vyhodnotili jako možnou indicii vedoucí k „pachateli atentátu“. Vyšetřovatelé gestapa sice brzy zjistili, že oba zatčení neměli žádné spojení s odbojem a že se jedná o falešnou stopu, ale protože již předtím bylo v Berlíně rozhodnuto o tom, že jedna česká vesnice musí odvetou za smrt R. Heydricha zmizet z mapy, byl osud Lidic předurčen. V noci z 9. na 10. června 1942 byly Lidice obklíčeny.

## Dovětek
Anna Maruščáková i Václav Říha se stali v případu vyhlazení Lidic nepohodlnými svědky.
Anna Maruščáková byla vězněna nejprve na Kladně, pak v Praze a nakonec skončila ve věznici gestapa v Malé pevnosti Terezín. Z Terezína byla 22. října 1942 deportována do KT Mauthausenu, kde byla 23. října 1942 registrována.
Václav Říha byl vězněn nejprve v Praze, pak ve věznici gestapa v Malé pevnosti v Terezíně. Z Terezína byl 22. října 1942 deportován do KT Mauthausenu, kde byl 23. října 1942 registrován.
V koncentračním táboře Mauthausen byli oba dva zavražděni střelou do týla v sobotu 24. října 1942 ve skupině 262 československých vlastenců, kteří byli ten den (v čase od 8.30 do 17.42 hodin) zbaveni života stejným způsobem. Exekuce se konala v odstřelovacím koutě (německy: Genickschussecke) přikrytém černou látkou a maskovaném jako „osobní výškoměr“, který se nacházel v mauthusenském bunkru.

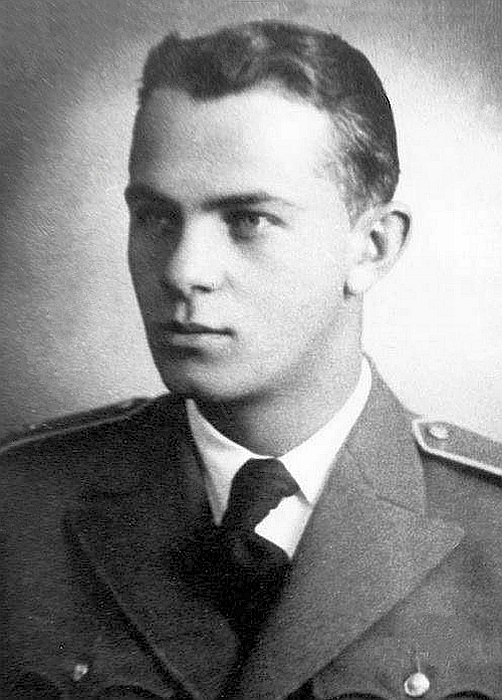
Josef Horák z Lidic
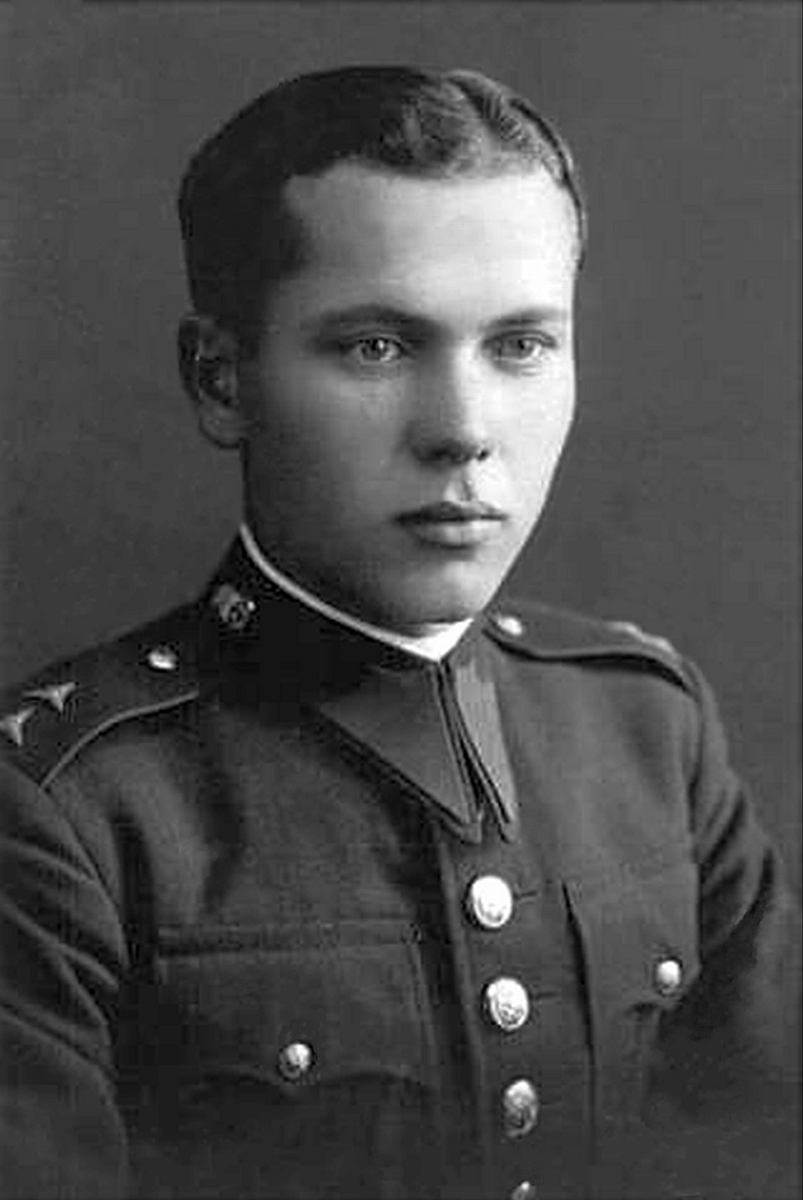
Josef Stříbrný z Lidic
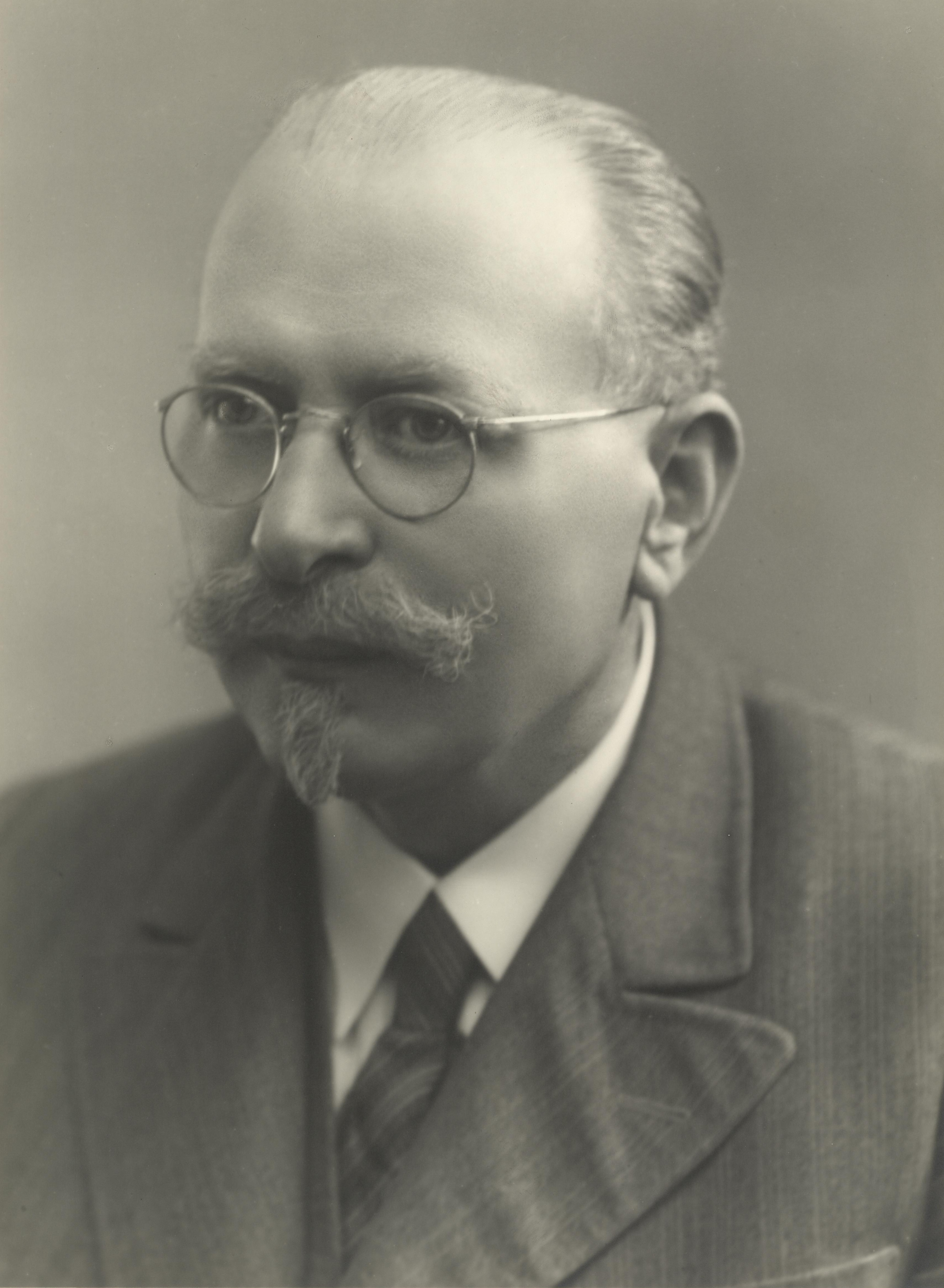
Jaroslav Pála – ředitel slánské továrny Palaba a starosta Slaného
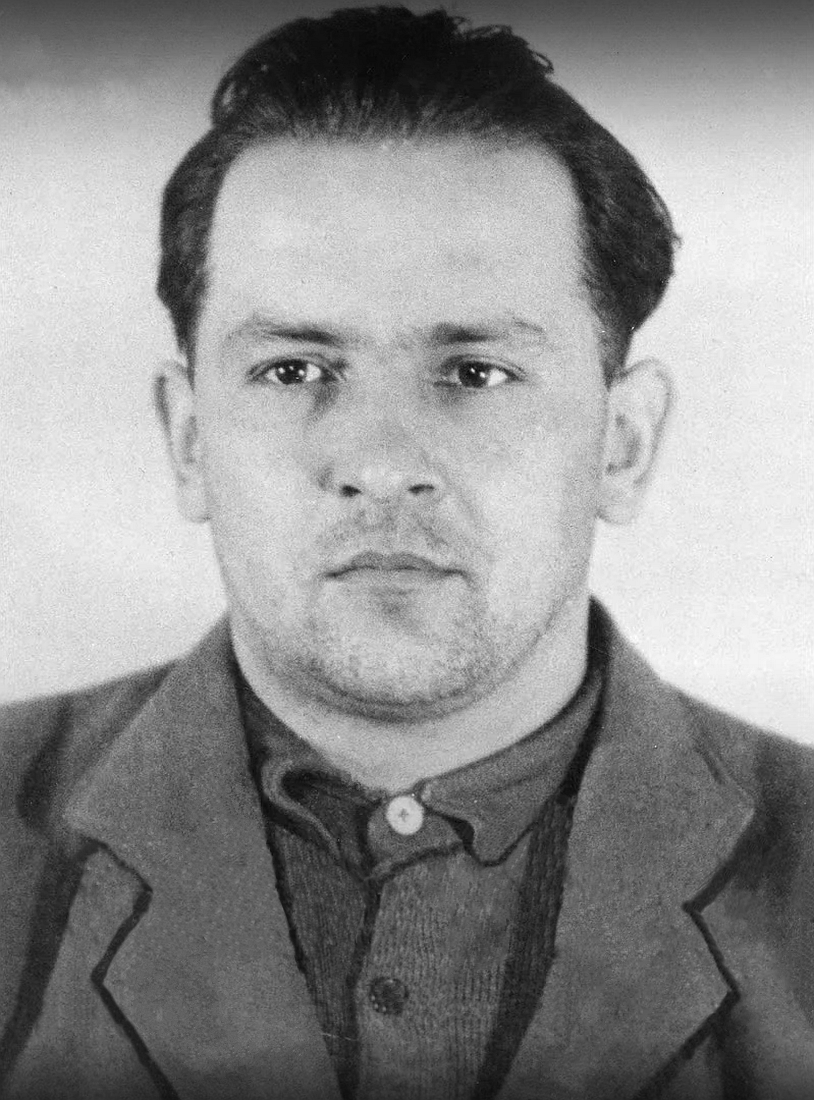
Oskar Felkl – příslušník kladenského gestapa
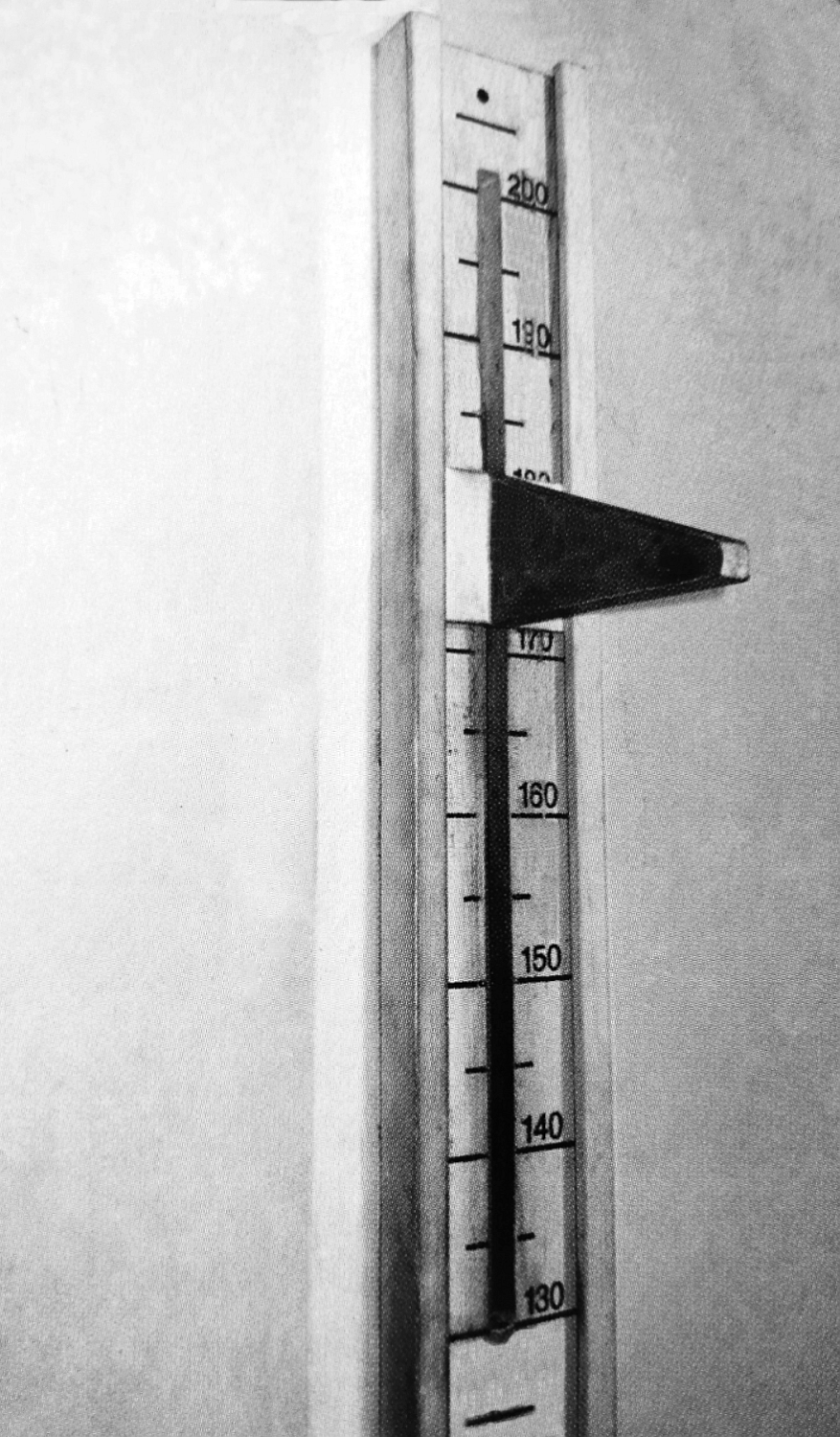
Fiktivní „výškoměr“ v KT Mauthausen (pohled ze strany popravovaného)
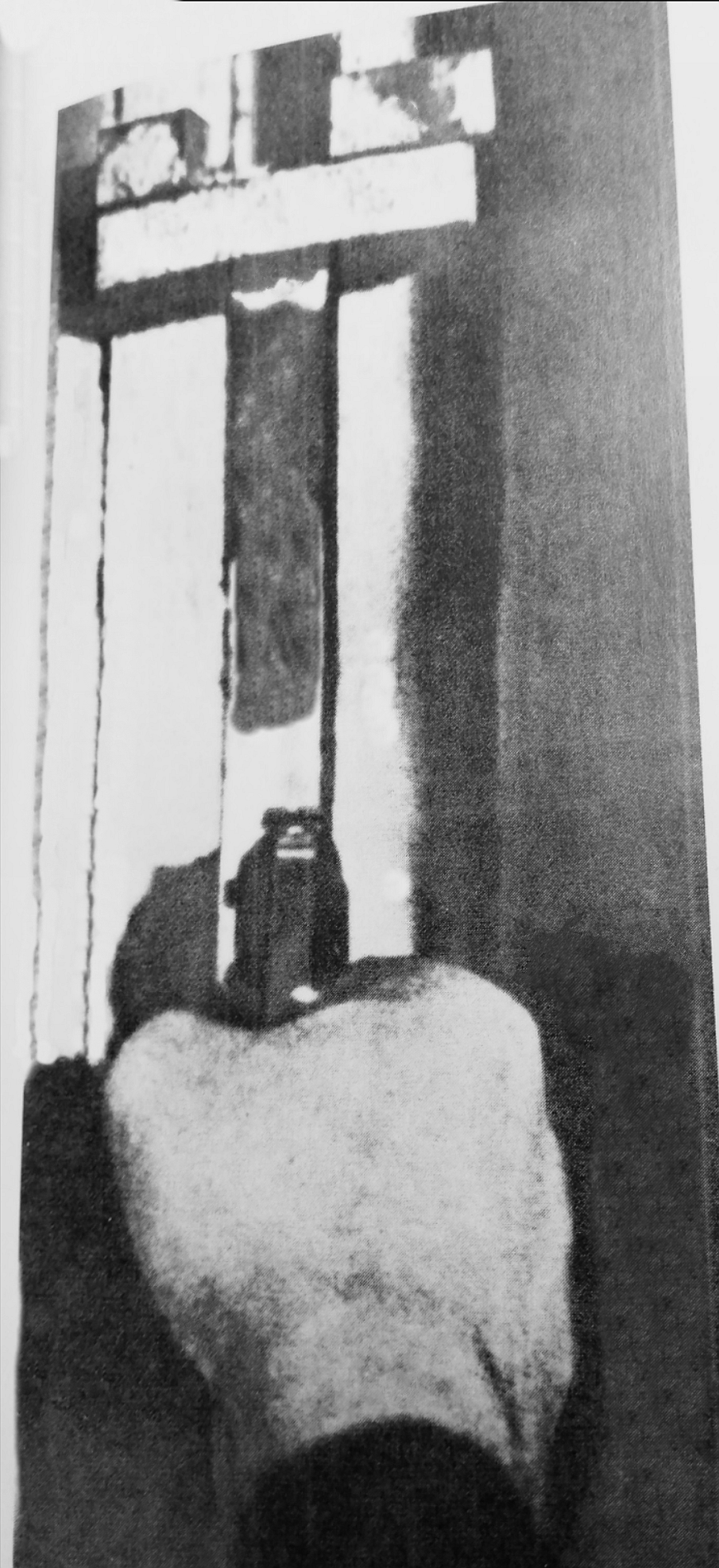
„Zákulisí“ výškoměru. Dole ruka kata s nabitou pistolí a hlavní prostrčenou štěrbinou (pohled ze strany popravčího)